# Plerogyra sinuosa
Plerogyra sinuosa es una especie de coral de la familia Scleractinia incertae sedis, clase Anthozoa.
Es un coral hermatípico, que secreta carbonato cálcico para formar un esqueleto de aragonita, contribuyendo al crecimiento o la formación de arrecifes. Es una especie común y ampliamente distribuida en aguas tropicales del océano Indo-Pacífico.
Su nombre común es coral burbuja, y es uno de los corales más solicitados en acuariofilia.

## Morfología
Forma colonias masivas a submasivas, con series largas de cálices dispuestas en forma meandroide, y algunos cálices monocéntricos. Las series de cálices no están unidas lateralmente a las series adyacentes, lo que distingue al género del emparentado y similar Physogyra. Los septa son muy largos, hasta 10 mm por encima de los muros de los coralitos, y están separados entre sí unos 5 mm, siendo sus extremos suaves y los laterales curvos. Los valles tienen entre 15 y 25 mm de ancho y no tienen columnela.

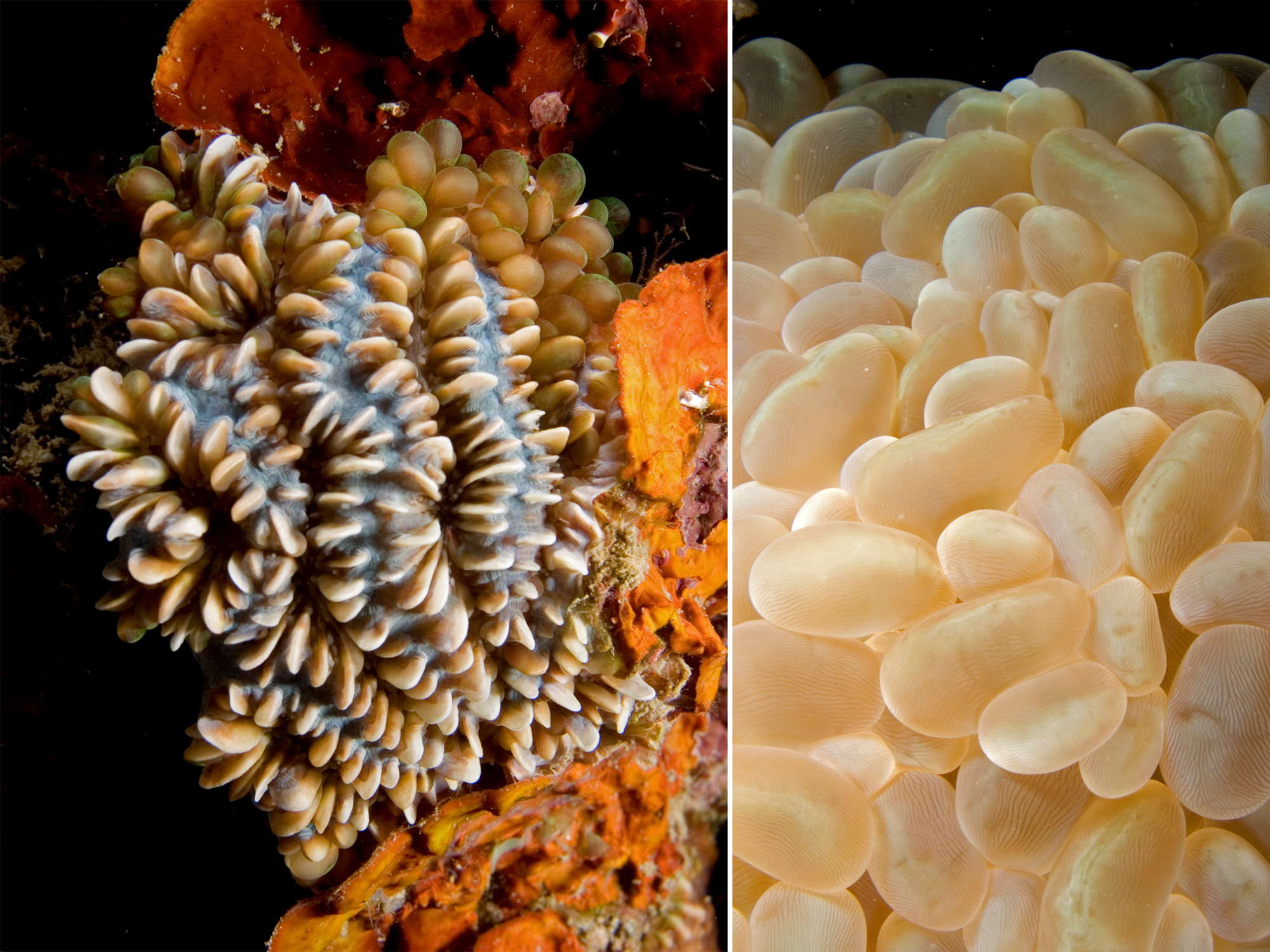
P. sinuosa con vesículas retraídas y expandidas

Su esqueleto es ligero. Las colonias son grandes y pueden alcanzar varios metros de diámetro. Durante el día recubre su cuerpo con vesículas de forma ovalada, que recuerdan a los granos de uva, de entre 1 a 2,5 cm. Estas vesículas contienen zooxantelas, lo que contribuye a su alimentación. Por la noche, retrae parcialmente las vesículas y extiende tentáculos urticantes, de entre 7 a 10 cm, para alimentarse.
Su color es gris perla, crema, rosa, o, en ocasiones, verde pálido.

## Hábitat y comportamiento

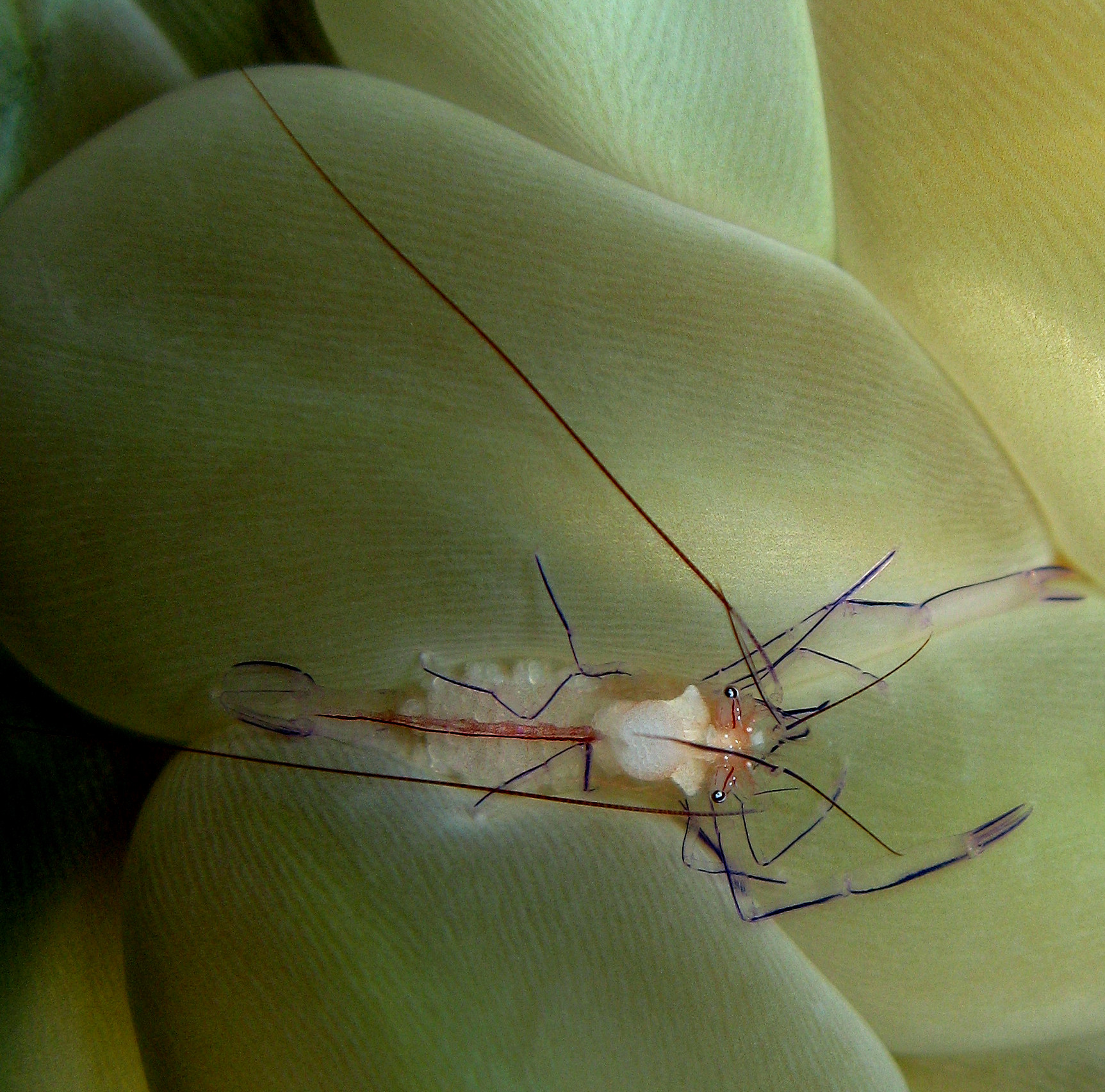
Plerogyra sinuosa

Ocurre en un amplio rango de hábitats de los arrecifes, tanto en lagunas, como en áreas arenosas o rocosas entre arrecifes, arrecifes interiores y exteriores. Suele encontrarse en cuevas protegidas y grietas, donde crece en caras verticales o bajo salientes. Localizado en aguas tranquilas y superficiales, en ocasiones túrbidas y sin mucha iluminación. 
Su rango es de 3 a 35 m de profundidad, aunque se localizan entre 1 y 65 m. Su rango de temperatura es entre 25.10 y 28.95 °C.
Varias especies de gambas, como Thor amboinensis o Vir philippinensis, y diminutos cangrejos como Achaeus japonicus,  mantienen relaciones de mutualismo con las colonias de P. sinuosa.

## Galería

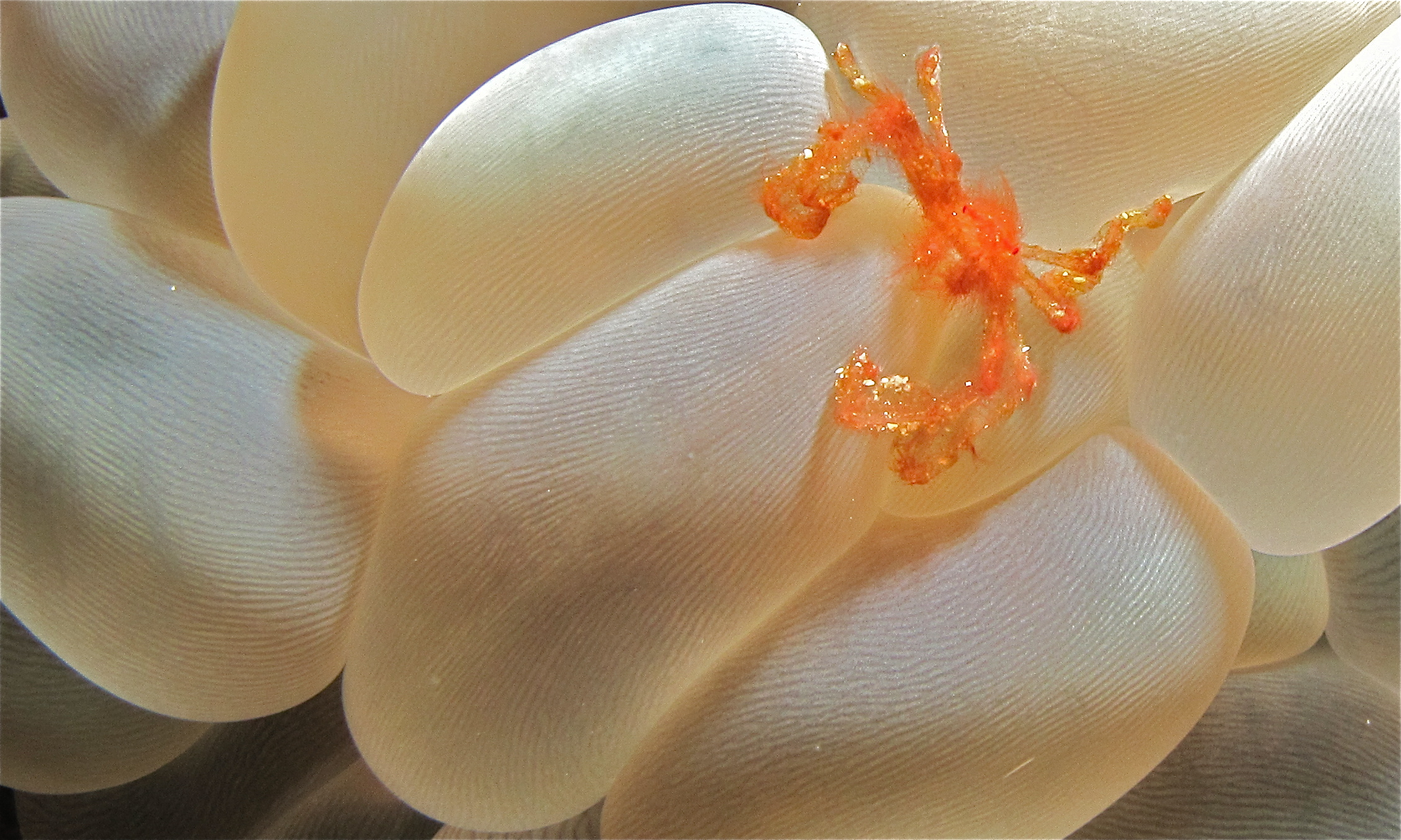
Cangrejo Achaeus japonicus en P. sinuosa.
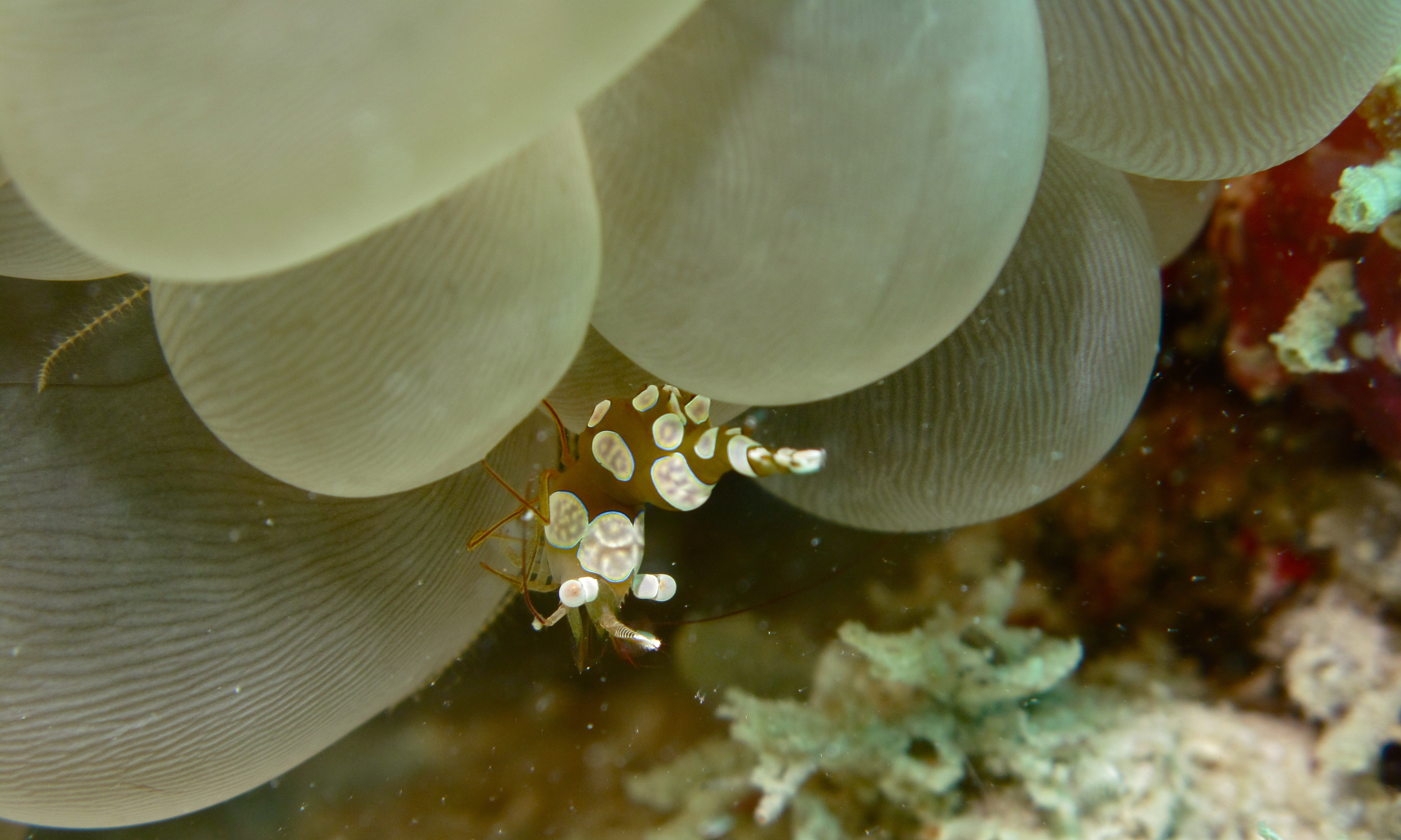
Gamba Thor amboinensis en P. sinuosa.
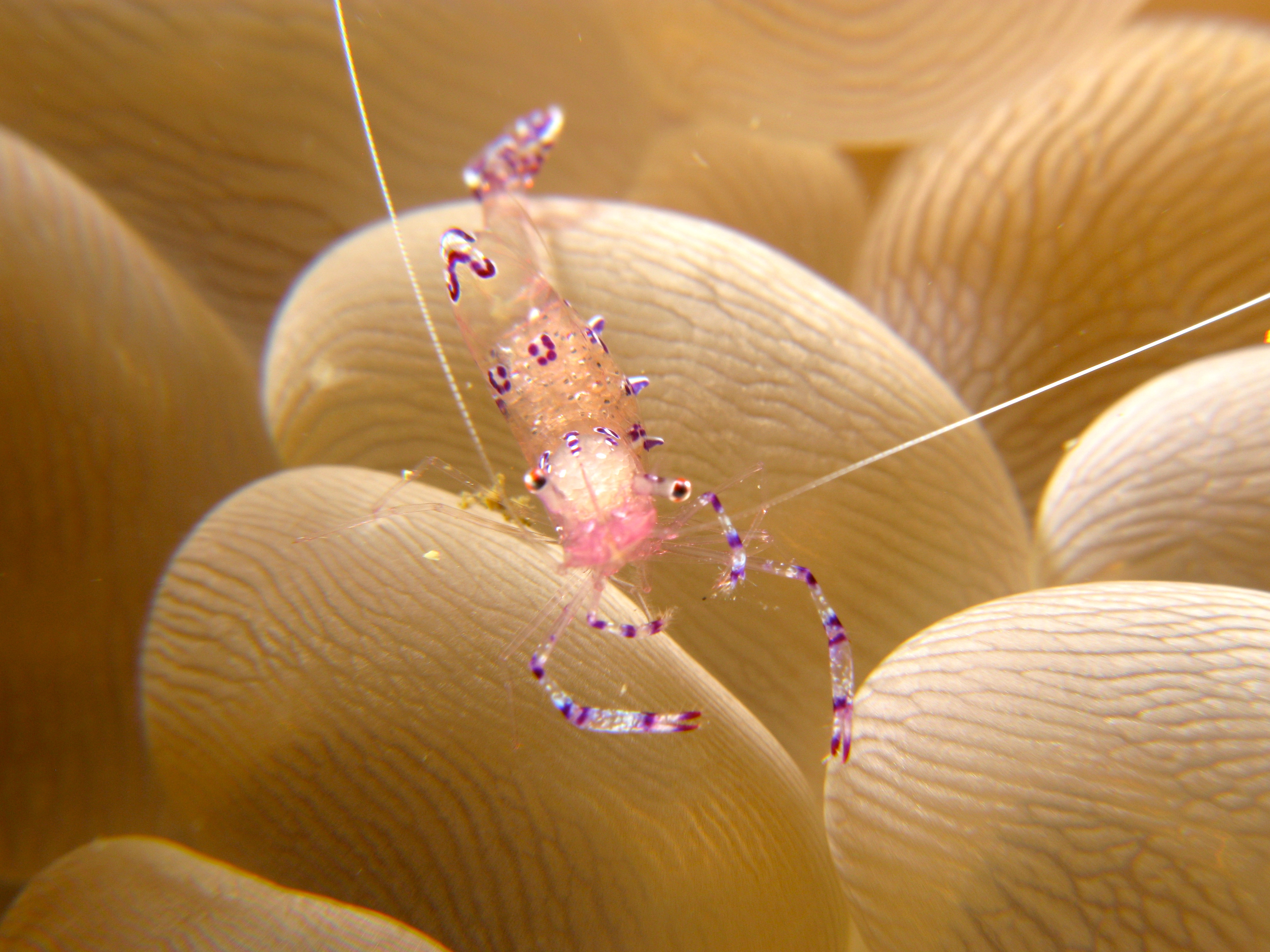
Camarón Ancylomenes tosaensis en P. sinuosa.
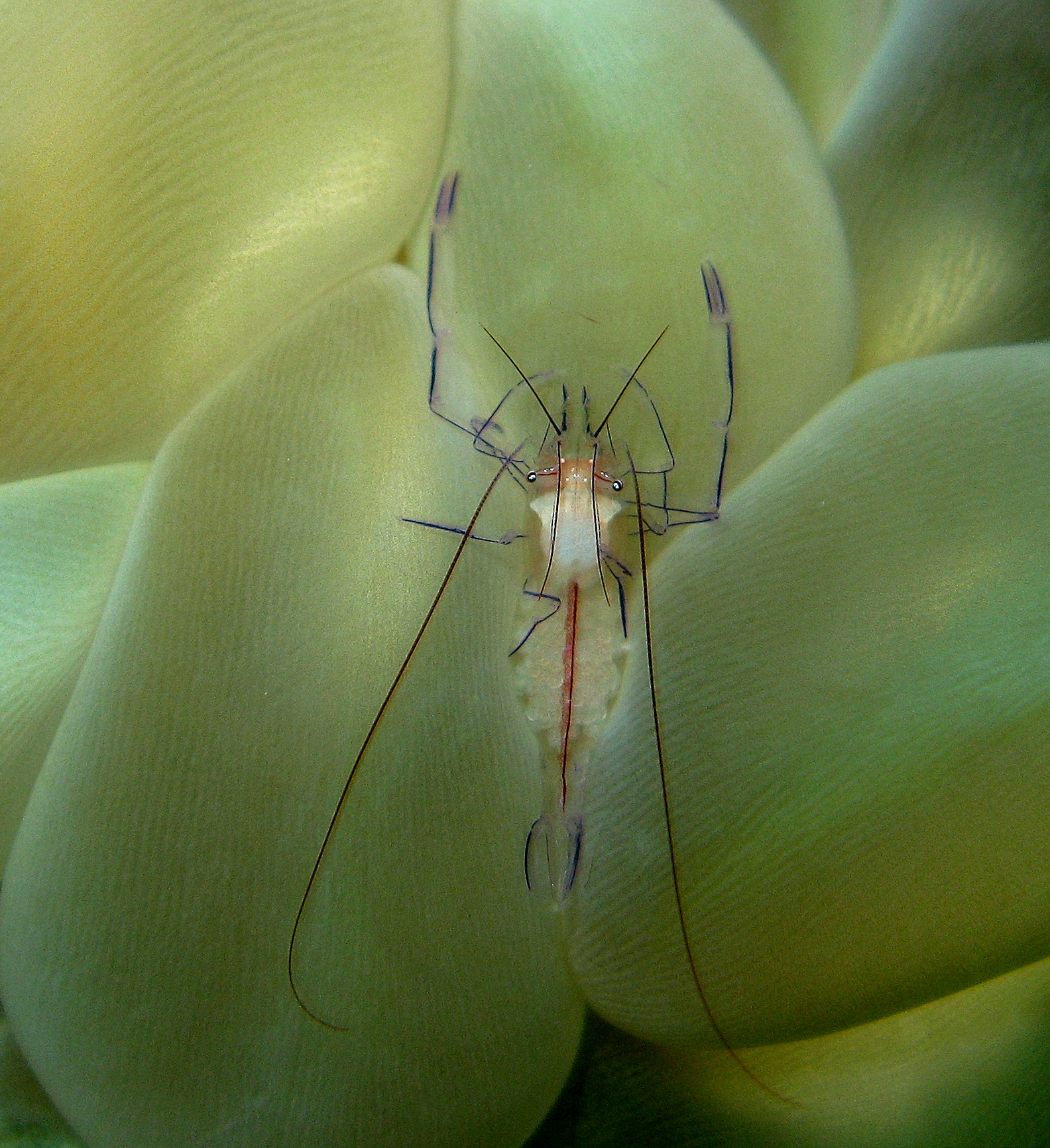
Camarón Vir philippinensis en P. sinuosa.
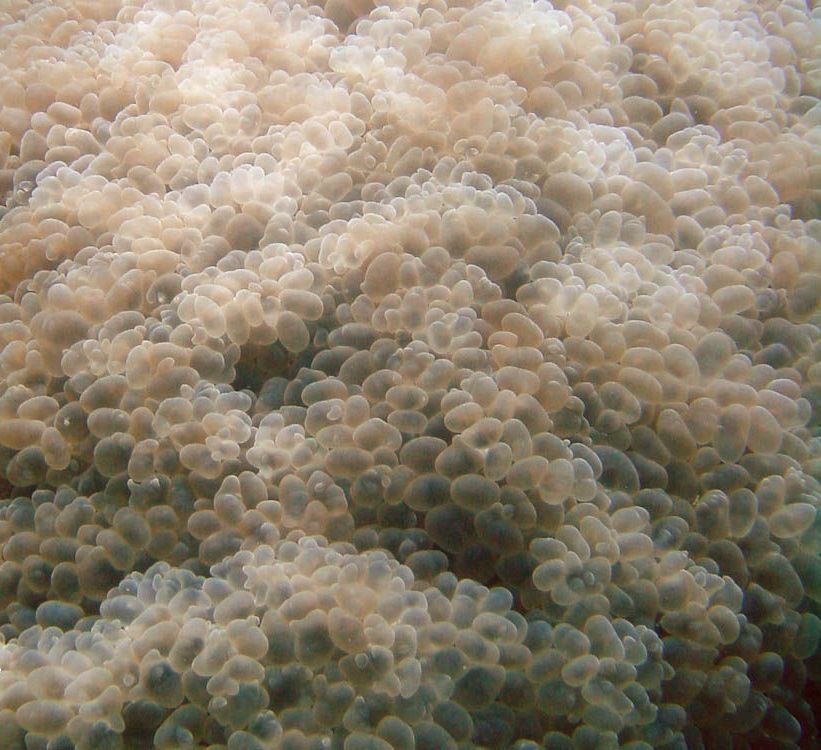
Gran colonia de P. sinuosa en Koh Phangan, Tailandia.
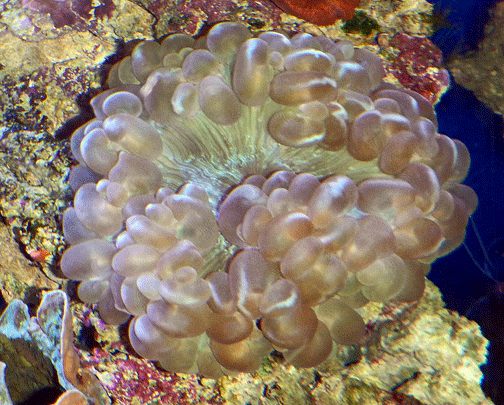
P. sinuosa en Samoa.
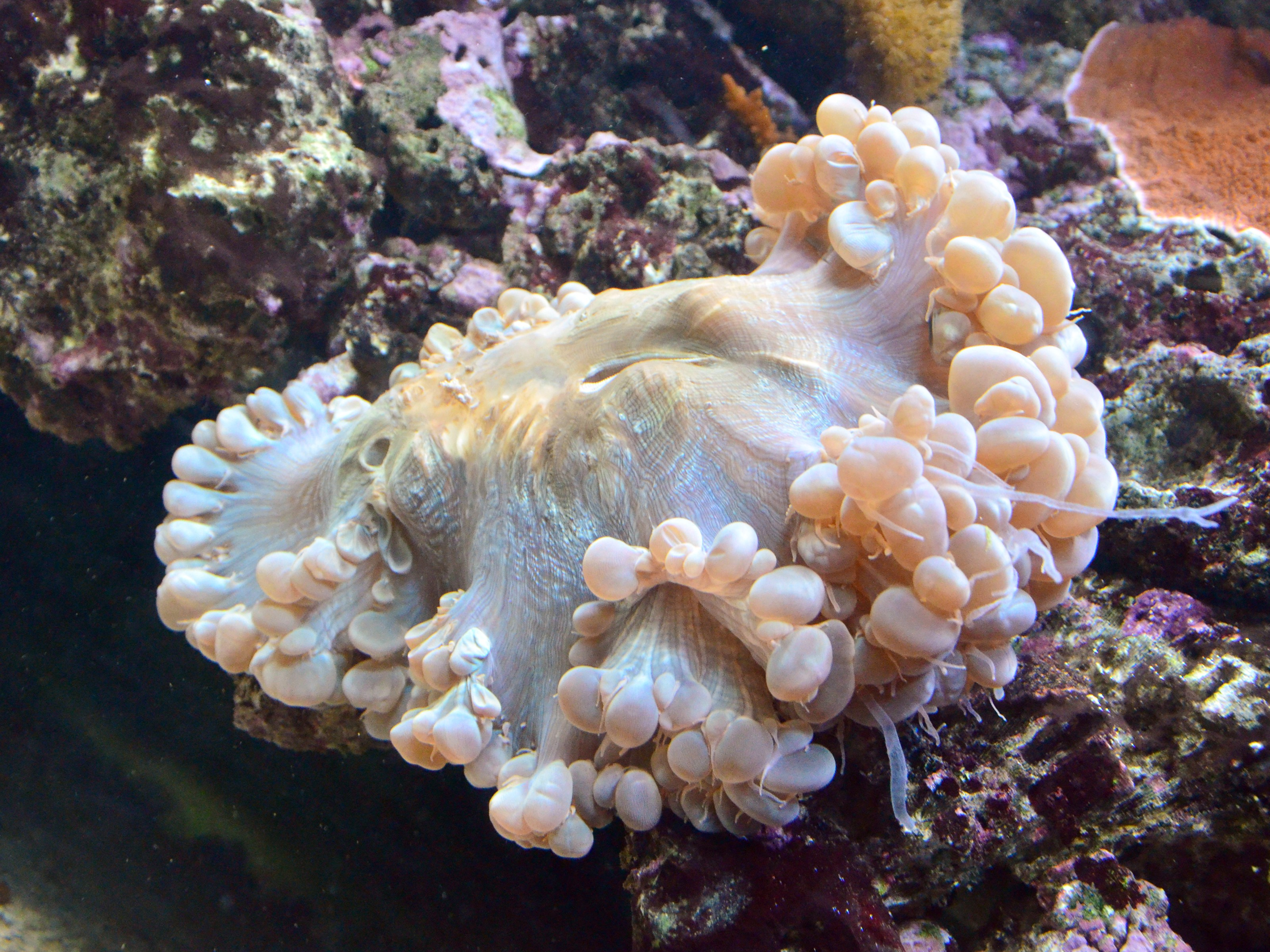
P. sinuosa con algunos tentáculos expandidos, abajo y derecha de imagen.
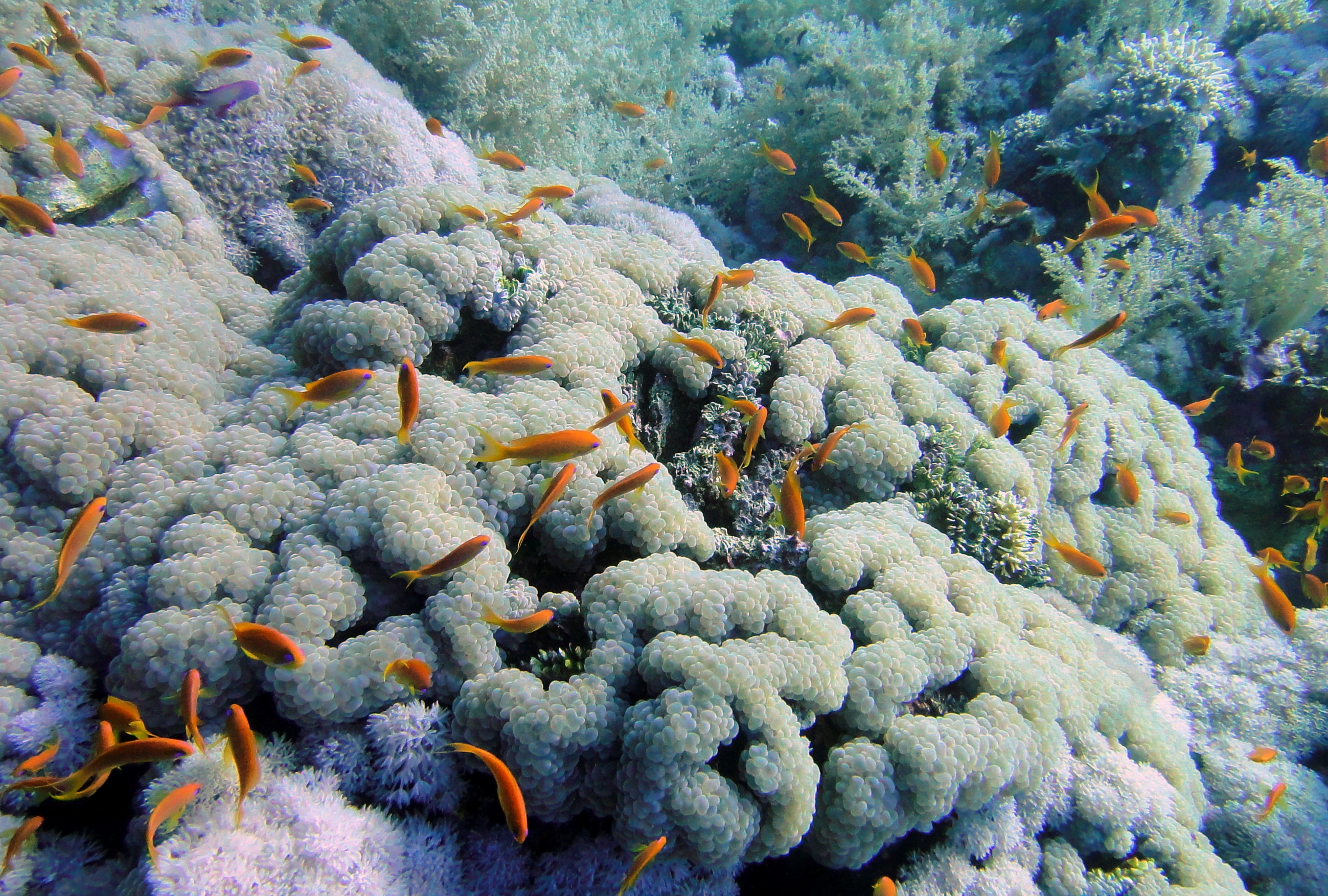
Cardumen de Pseudanthias squamipinnis sobre colonias de P. sinuosa, Sinaí del Sur, Egipto.
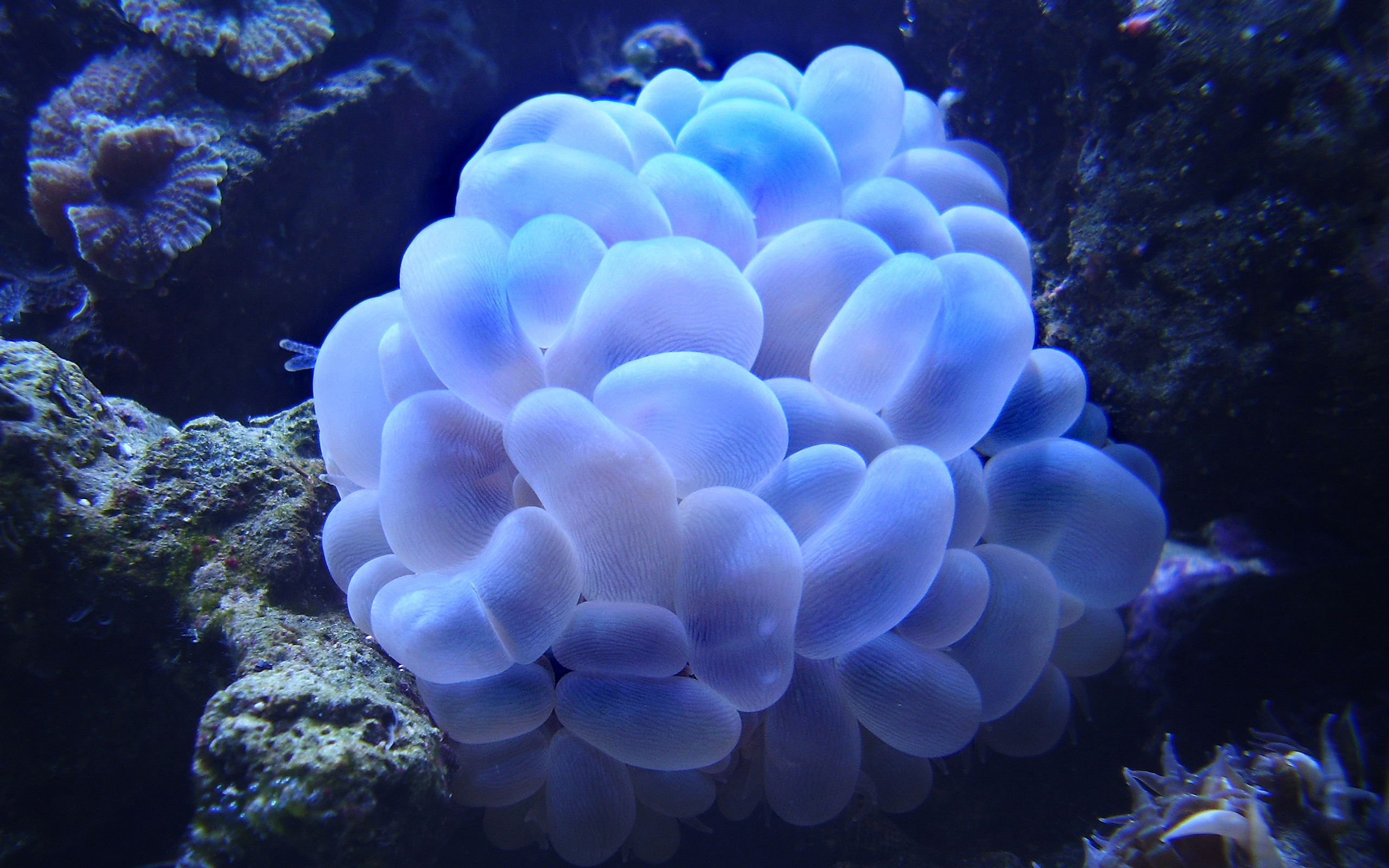
P. sinuosa en acuario bajo luz actínica.
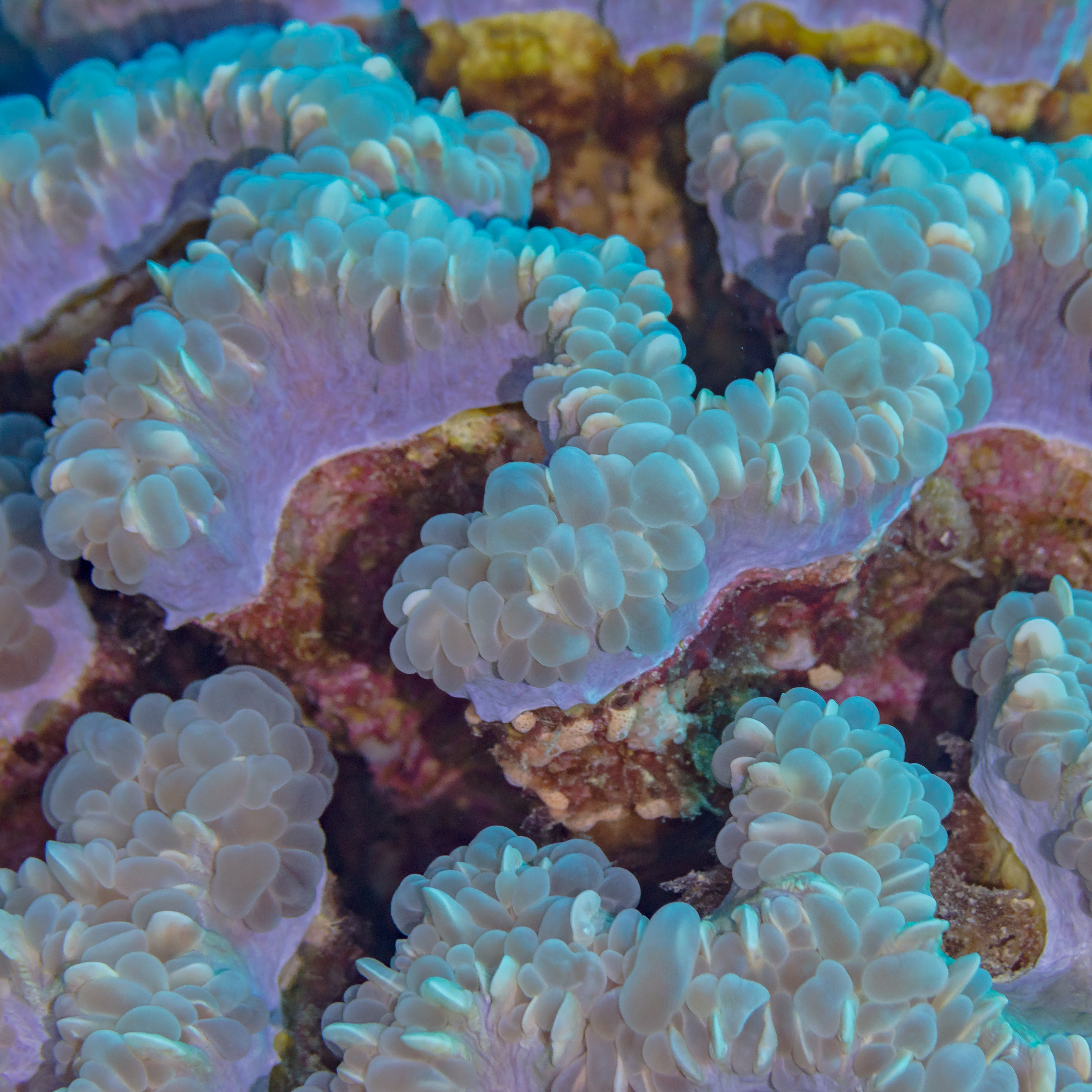
Plerogyra sinuosa en el mar Rojo.
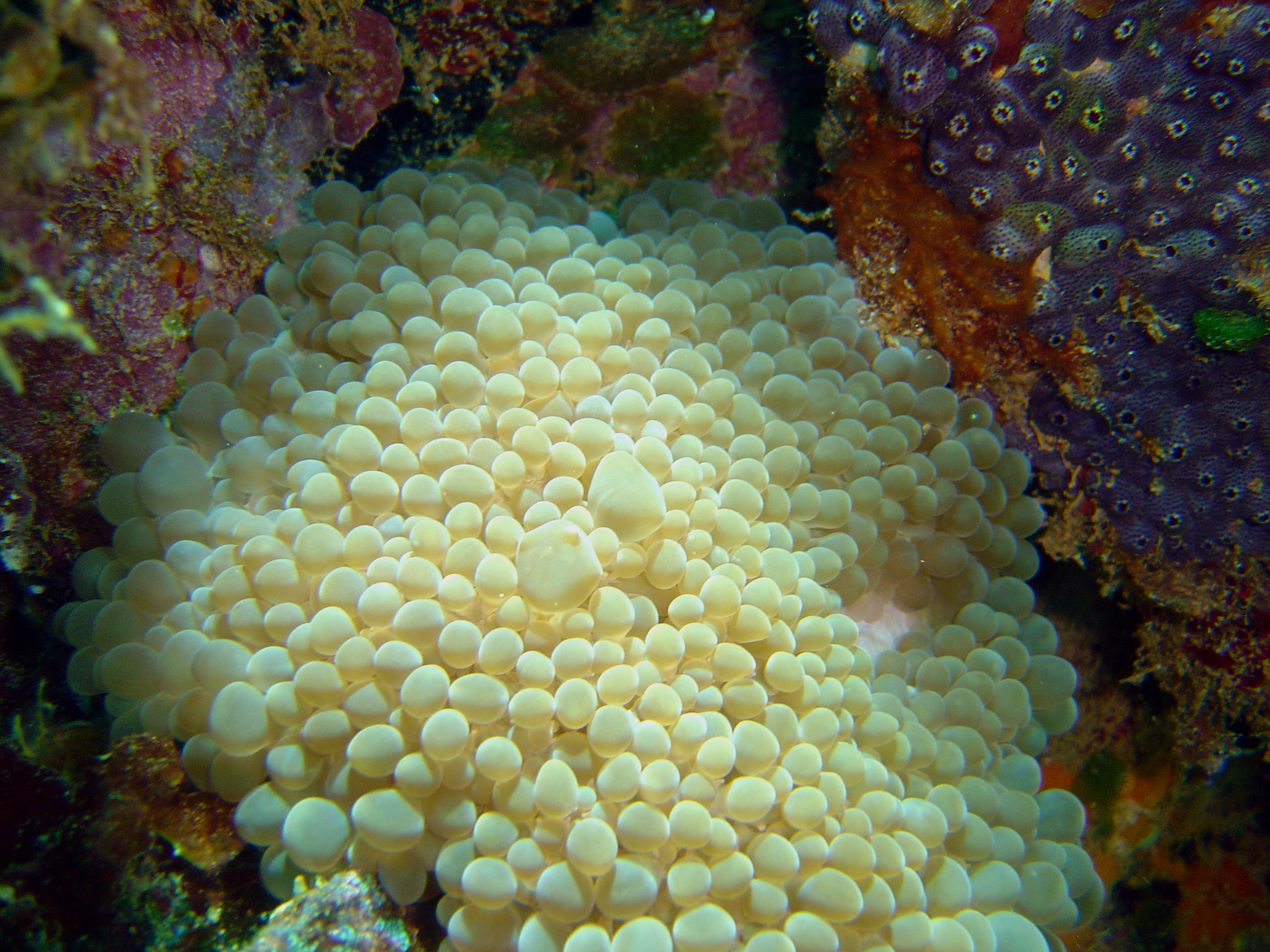
En Hino Maru, Chuuk, Micronesia.

## Distribución geográfica
Se encuentra en los océanos Índico y Pacífico, desde Mozambique y el mar Rojo hasta el sur de Japón, norte de Australia y las islas Fiyi.
Es especie nativa de Arabia Saudí; Australia; Birmania; Camboya; Comoros; Islas Cook; Egipto; Eritrea; Filipinas; Fiyi; Guam; India; Indonesia; Israel; Japón; Jordania; Kenia; Kiribati; Madagascar; Malasia; Maldivas; islas Marianas del Norte; islas Marshall; Mauritius; Mayotte; Micronesia; Mozambique; Nauru; Nueva Caledonia; Niue; Palaos; Papúa Nueva Guinea; Polinesia Francesa; Reunión; Samoa; Samoa Americana; Seychelles; Singapur; islas Salomón; Somalia; Sri Lanka; Sudán; Taiwán (China); Tanzania; Tailandia; Tokelau; Tonga; Tuvalu; Vanuatu; Vietnam; Wallis y Futuna; Yemen y Yibuti.

## Alimentación

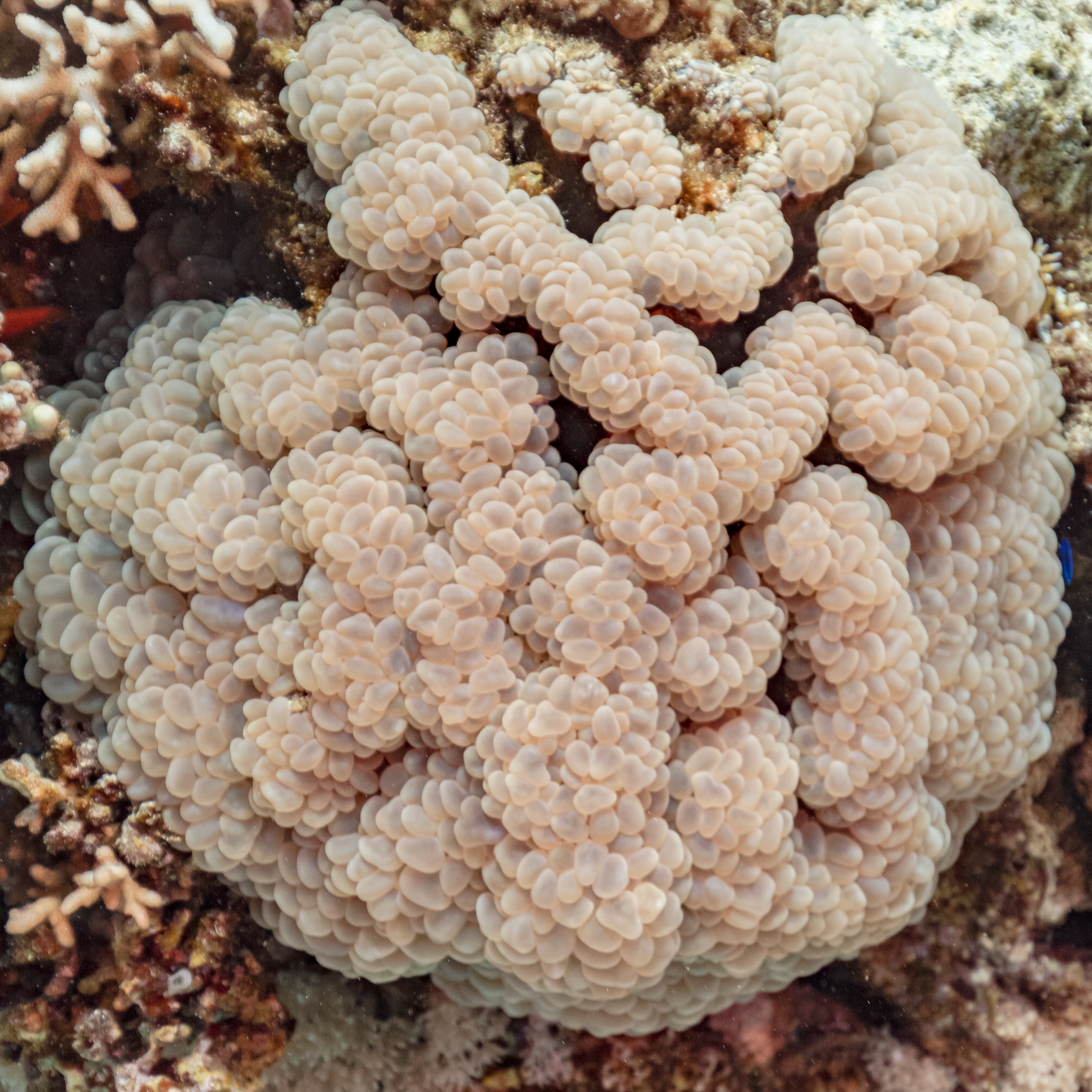
Plerogyra sinuosa, Ras Muhamad, Egipto, mar Rojo.

En la naturaleza se nutre principalmente de plancton, y de la fotosíntesis realizada por las algas zooxantelas que habitan el tejido de sus pólipos. Las algas realizan la fotosíntesis produciendo oxígeno y azúcares, que son aprovechados por los corales, y se alimentan de los catabolitos del coral (especialmente fósforo y nitrógeno). Es el coral con mayor densidad conocida de zooxantelas.

## Reproducción
Hay colonias de Plerogyra macho y hembra. Producen esperma y huevos que se fertilizan externamente en el agua. El desove masivo de las colonias ocurre en verano, durante tres noches, dependiendo de la fase lunar. El tamaño de la colonia no influye en el número de huevos o esperma por pólipo, ni en la cantidad de testículos por pólipo.
Los huevos una vez en el exterior, permanecen a la deriva arrastrados por las corrientes varios días. En su interior contienen agentes bloqueantes de radiación ultravioleta para protegerles durante su fase planctónica.
Más tarde se forma una larva plánula que, tras deambular por la columna de agua marina, y, según estudios de biología marina, en un porcentaje de supervivencia que oscila entre el 18 y el 25 %, debido a factores físicos, como el viento, el oleaje o la salinidad, y biológicos, como la abundancia de predadores, cae al fondo, se adhiere a él y comienza su vida sésil. Entre el asentamiento y las larvas recién asentadas la mortalidad es muy alta. Una vez asentadas, las larvas se metamorfosean a pólipo, secretando carbonato cálcico para conformar un esqueleto, o coralito. 
Posteriormente, forman la colonia mediante la división de los pólipos por gemación.

## Conservación y amenazas

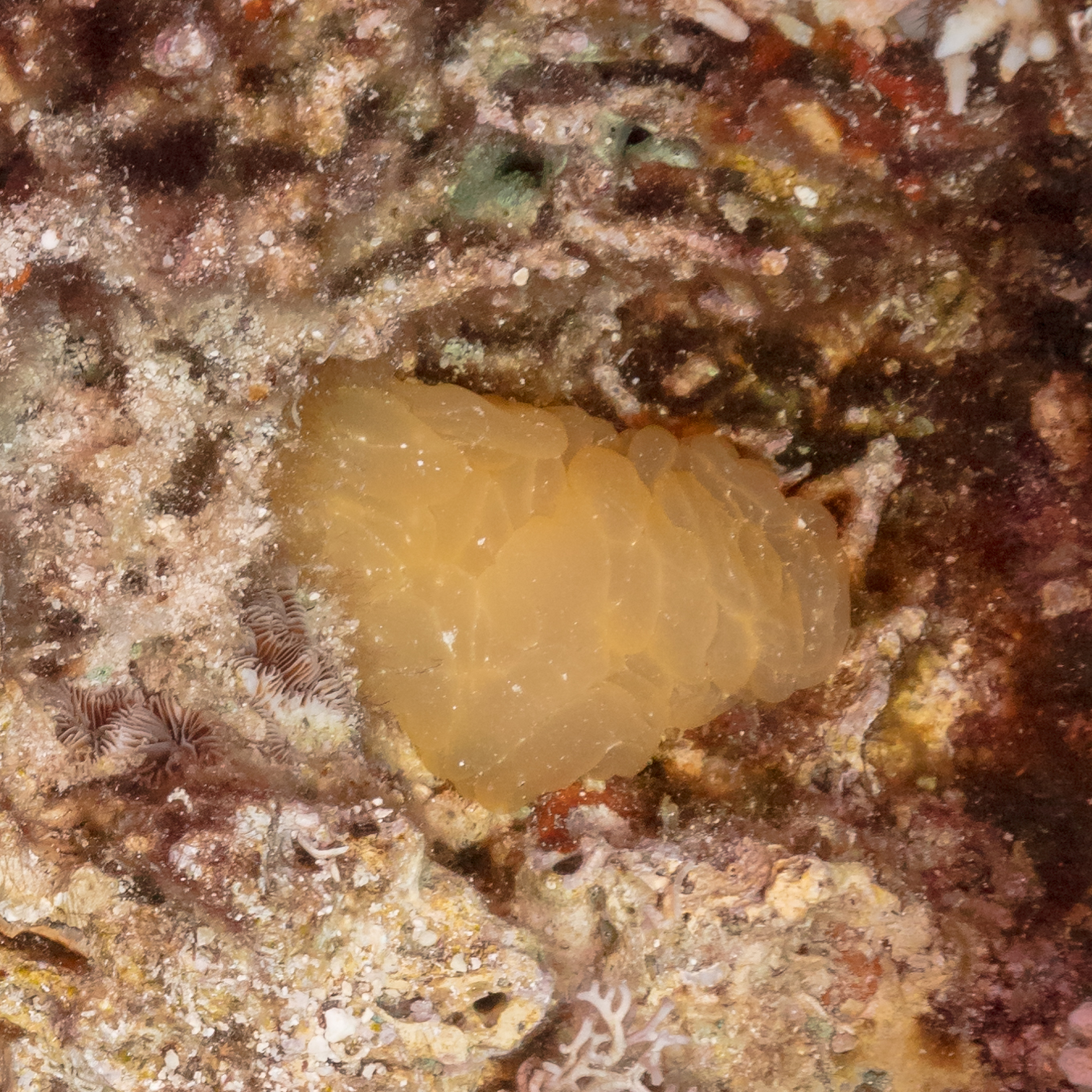
Ejemplar con una colonia reducida.

La Lista Roja de Especies Amenazadas de la Unión Internacional para la Conservación de la Naturaleza califica esta especie como de Casi Amenazada, a partir de una evaluación de 2008. No obstante, el creciente aumento de la temperatura del mar está incrementando dramáticamente la muerte de corales por blanqueo en todo los océanos, y las proyecciones actuales de los expertos auguran para todo el siglo XXI episodios anuales severos de blanqueo de corales en el 99% de los arrecifes de todo el mundo. De hecho, recientes estudios han constatado que en 2016 ha muerto aproximadamente el 35% de los corales en 84 áreas de las secciones norte y centro de la Gran Barrera de Coral australiana, debido al blanqueo de coral producido por el aumento de la temperatura del mar. También durante 2016, el principal arrecife de Japón, en el archipiélago de Okinawa, sufrió una decoloración por blanqueo del 70% de su extensión, y el arrecife más septentrional del mundo, situado frente a las costas de la isla japonesa de Tsushima, dónde sus aguas templadas suelen evitar episodios de blanqueo, ha sido afectado por primera vez en el 30% de su extensión, según afirma un estudio realizado en diciembre de 2016 por el Instituto Nacional de Estudios Medioambientales de Japón (NIES).
P. sinuosa es un coral común, pero en las últimas décadas ha descendido notablemente, y en determinadas zonas continua en declive, debido al blanqueo de coral producido por el calentamiento global. Y dado el que está comprobado que el aumento de la temperatura de la superficie marina supone un incremento directo de las enfermedades de los corales,  la previsión de la población global de la especie es incierta.
Las amenazas incluyen: enfermedades como el blanqueo de coral; los daños de tormentas; la sobre-pesca; el turismo sin control, y la actividad humana. Todos estos factores han creado un efecto sinérgico que disminuye en gran medida la supervivencia y el éxito reproductivo del coral. La recuperación natural de los corales es un proceso lento, y se dificulta porque hay muchos inhibidores que influyen en su supervivencia.
En general, la mayor amenaza para la supervivencia de los corales es el cambio climático global, en particular el aumento de la temperatura del agua, que provoca el blanqueo de los corales, incrementa la susceptibilidad a las enfermedades, la severidad del fenómeno climático El Niño-Oscilación del Sur, y la acidificación del océano. Por otro lado, las enfermedades coralinas han emergido como una seria amenaza para los arrecifes de coral en todo el mundo y una causa mayor para el deterioro de los mismos, habiéndose incrementado notablemente en la última década.
Las medidas recomendadas para la conservación de esta especie incluyen la investigación en taxonomía, la población, la abundancia y tendencias, el estado de la ecología y hábitat, amenazas y resistencia a las amenazas, la acción de restauración; identificación, creación y gestión de nuevas áreas protegidas; expansión de las áreas protegidas; gestión de la recuperación; y gestión de la enfermedad, y los parásitos patógenos. La propagación artificial y técnicas como la criopreservación de gametos pueden ser importantes para la conservación de la biodiversidad de corales.
P. sinuosa está incluida en el Apéndice II de CITES, lo que significa que en los países firmantes de este tratado se requiere un permiso, tanto para su recolección, como para su comercio. En Estados Unidos está prohibida la recolección de corales para fines comerciales.